# Torsten Rasch

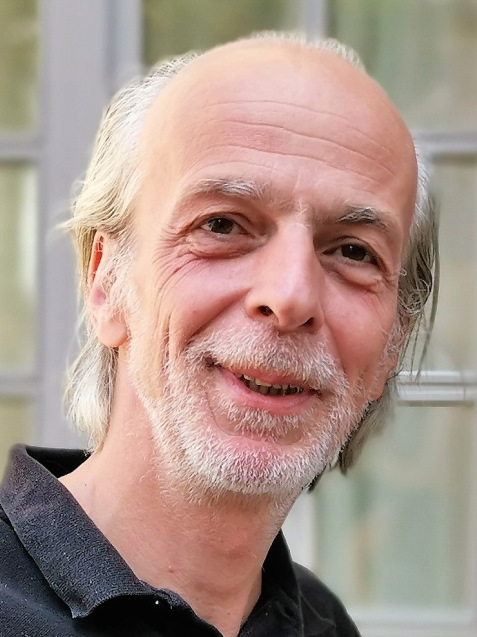
Torsten Rasch (2019)

Torsten Rasch (* 1965 in Dresden) ist ein deutscher Komponist.

## Leben
Rasch begann mit sechs Jahren mit dem Klavierspiel und sang zwischen 1975 und 1983 im Dresdner Kreuzchor. Anschließend spielte er zunächst in der Band Dekadance, bevor er sich von 1986 bis 1990 einem Studium von Komposition und Klavier an der Hochschule für Musik Carl Maria von Weber Dresden, u. a. bei Rainer Lischka, unterzog. Nach dem Mauerfall wanderte er nach Japan aus, wo sich sein Interesse für Filmmusik entwickelte und er die Musik für mehr als 40 Filme schrieb. Er komponierte aber 1999 auch das Melodram Völuspa – Der Seherin Gesicht, das die Dresdner Sinfoniker mit Katharina Thalbach aufführten. 2002 kehrte er nach Deutschland zurück, wo er insbesondere durch den Liedzyklus Mein Herz brennt, der auf Songs von Rammstein beruht, bekannt wurde und mit dem Klassik-ECHO ausgezeichnet wurde.
Mit den Pet Shop Boys arbeitete er am Soundtrack Battleship Potemkin, einer Vertonung des Film-Klassikers von Sergei Michailowitsch Eisenstein.
Sein Opernerstling, die auf einen Text von Thomas Brasch zurückgehende Oper „Rotter“, wurde 2008 von der Oper Köln uraufgeführt.
Seine Oper Die Herzogin von Malfi, ein Auftragswerk der English National Opera, wurde 2010 in London uraufgeführt. Die Deutsche Erstaufführung fand am 23. März 2013 in der Oper Chemnitz statt. In Chemnitz wurde 2011 auch Raschs Orchesterwerk Wouivres uraufgeführt, eine Auftragskomposition für das London Philharmonic Orchestra, dessen geplante Aufführung in London nicht zustande gekommen war.
Für 2019/2020 wurde ihm ein Stipendium in der Villa Massimo in Rom zuerkannt.
Torsten Rasch lebt in Berlin.